# Urosaurus ornatus
Las lagartijas arborícolas (Urosaurus ornatus) están entre las lagartijas más comunes en el suroeste de los Estados Unidos, y norte y centro de México. Podemos, usualmente, encontrarlas cuidándose en un lugar soleado en un árbol, valla, o pared, esperando insectos que llegan arrastrándose o volando, que les servirá como alimento. Los machos tienen panzas azul brillante y papadas coloridas. Las hembras tienen papadas naranjas, pero no tiene manchas azules en el vientre.	 	
Las lagartijas vienen en diferentes tipos de colores (morfos). 
Una vista más detallada de la parte inferior de la lagartija árbol nos muestra que vienen con un color naranja y azul brillante.
El gran patrón de camuflaje hace que sean muy difíciles de ver por sus depredadores.